# (6634) 1987 KB
(6634) 1987 KB (1987 KB, 1951 TR, 1962 WM, 1976 KC1, 1982 AO) — астероїд головного поясу.
Тіссеранів параметр щодо Юпітера — 3,473.